# Mexico Beach
Mexico Beach ist eine Stadt im Bay County im US-Bundesstaat Florida. Das U.S. Census Bureau hat bei der Volkszählung 2020 eine Einwohnerzahl von 916 ermittelt. 

## Geographie
Mexico Beach liegt an der Golfküste Floridas. Die Stadt liegt rund 35 Kilometer südöstlich von Panama City sowie 150 Kilometer südwestlich von Tallahassee.

## Demographische Daten
Laut der Volkszählung 2010 verteilten sich die damaligen 1072 Einwohner auf 1852 Haushalte, davon die meisten als Zweitwohnsitz genutzte Ferienwohnungen. Die Bevölkerungsdichte lag bei 315,3 Einw./km². 93,1 % der Bevölkerung bezeichneten sich als Weiße, 1,9 % als Afroamerikaner, 0,4 % als Indianer und 0,7 % als Asian Americans. 0,8 % gaben die Angehörigkeit zu einer anderen Ethnie und 3,1 % zu mehreren Ethnien an. 2,6 % der Bevölkerung bestand aus Hispanics oder Latinos.
Im Jahr 2010 lebten in 13,1 % aller Haushalte Kinder unter 18 Jahren sowie 42,1 % aller Haushalte Personen mit mindestens 65 Jahren. 56,8 % der Haushalte waren Familienhaushalte (bestehend aus verheirateten Paaren mit oder ohne Nachkommen bzw. einem Elternteil mit Nachkomme). Die durchschnittliche Größe eines Haushalts lag bei 1,90 Personen und die durchschnittliche Familiengröße bei 2,43 Personen.
12,4 % der Bevölkerung waren jünger als 20 Jahre, 16,2 % waren 20 bis 39 Jahre alt, 30,2 % waren 40 bis 59 Jahre alt und 41,2 % waren mindestens 60 Jahre alt. Das mittlere Alter betrug 55 Jahre. 48,5 % der Bevölkerung waren männlich und 51,5 % weiblich.
Das durchschnittliche Jahreseinkommen lag bei 46.853 $, dabei lebten 15,1 % der Bevölkerung unter der Armutsgrenze.
Im Jahr 2000 war Englisch die Muttersprache von 98,96 % der Bevölkerung und spanisch sprachen 1,04 %.

## Sehenswürdigkeiten
Am 10. April 2006 wurde die vor der Küste gelegene Vamar Shipwreck Site in das National Register of Historic Places eingetragen.

## Verkehr
Die Stadt wird vom U.S. Highway 98 durchquert. Der Northwest Florida Beaches International Airport liegt rund 75 Kilometer nordwestlich der Stadt.

## Kriminalität
Die Kriminalitätsrate lag im Jahr 2010 mit 327 Punkten (US-Durchschnitt: 266 Punkte) im durchschnittlichen Bereich. Es gab vier Körperverletzungen, 28 Einbrüche, 35 Diebstähle und einen Autodiebstahl.